# 33602 Varunmandi
33602 Varunmandi este o planetă minoră (asteroid), cu un diametru de 4,072 km, din centura de asteroizi. A fost descoperită pe 10 mai 1999 la Experimental Test Site⁠(d) de Lincoln Near-Earth Asteroid Research. 
Obiectul prezintă o orbită caracterizată de o semiaxă mare de 2,4910475 UAi, o excentricitate de 0,08, o înclinație de 8,24057 ° în raport cu ecliptica.